# خوسه آگوستین مورالس
خوسه آگوستین مورالس (اسپانیایی: José Agustín Morales‎؛ زادهٔ ۱۳ ژانویهٔ ۱۹۷۱) بازیکن فوتبال اهل مکزیک بود.
وی همچنین در تیم ملی فوتبال مکزیک بازی کرده‌است.